# عشق القدر

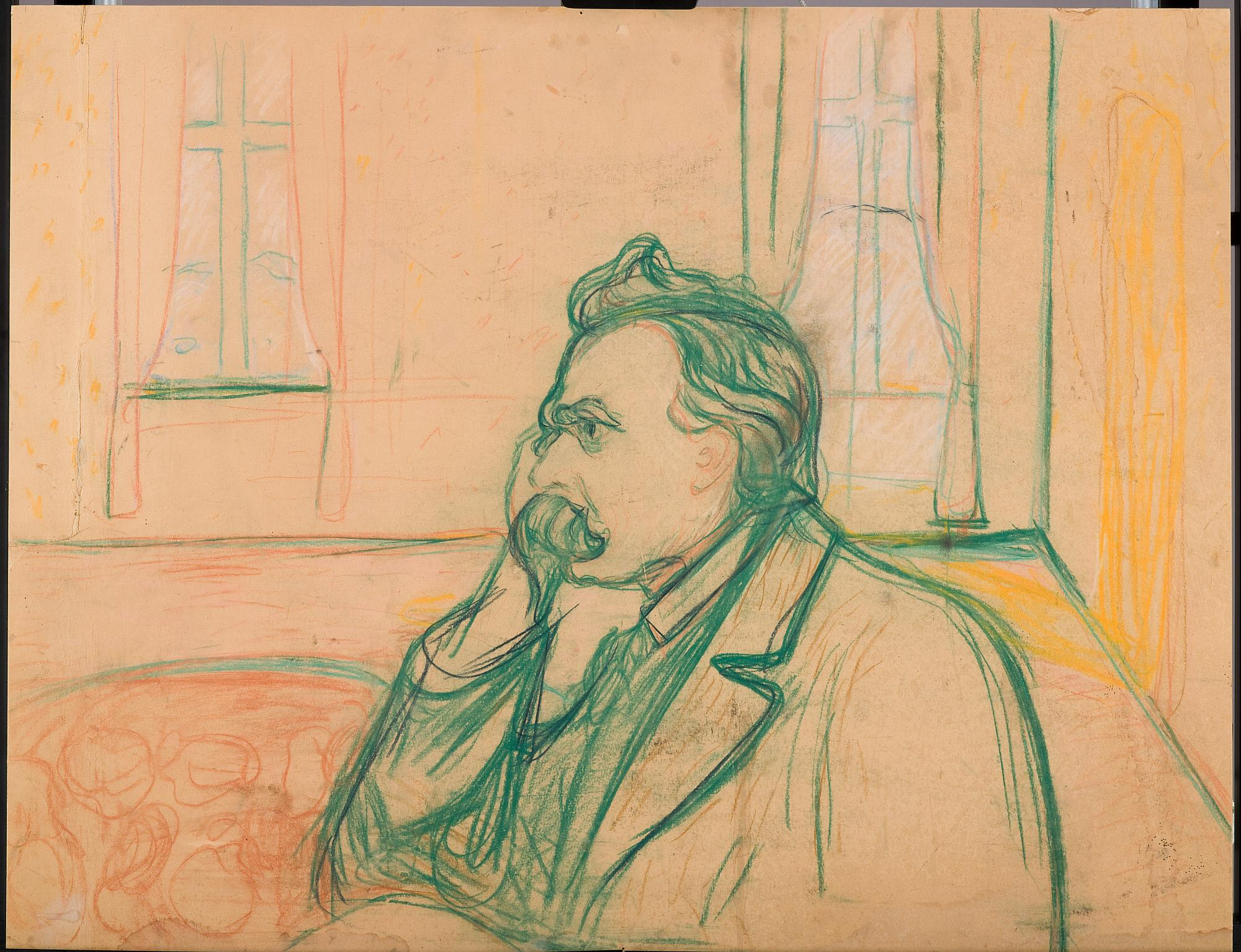
إدوارد مونك

عشق القدر (باللاتينية: Amor fati) أو آمور فاتي و أمور فاتي هي عبارة لاتينية تستخدم للتعبير عن نظرة لالحية ترى أن كل ما يحدث في حياة الشخص، من ضمنها الفجع والمعاناة، كأشياء إيجابية، أو على الأقل، كأشياء مطلوبة.

## نيتشه
فكرة عشق القدر متعلقة بالفيلسوف أبكتيتوس. هي فكرة أيضاً متعلقة بكتابات الإمبراطور ماركوس أوريليوس، ولكن، هذه الفكرة وجدت تعبير أوضح في فلسفة فريدريك نيتشه، الذي جعل محبة القدر أساسي إلى فلسفته. ولكن، نرى أبرز تعبير لهذه الفكرة في الفقرة 10 في هذا هو الإنسان، يكتب:
وصفتي لعظمة الإنسان هو عشق القدر: أن المرء لا يريد شيء أن يكون مختلف، لا إلى الأمام، لا للخلف، ولا أبدًا. لا يتحمل فقط ما هو من الضرورة، ولا تخفيه — كل المثالية هي كذب في مواجهة ما هو من الضرورة — ولكن محبتها.
العبارة استخدمت في كتابات نيتشه وتمثل النظرة العامة للحياة التي أوضحها في الفقرة 276 من العلم المرح:
أريد أن أتعلم المزيد والمزيد لأرى ما هو ضروري كجمال؛ عندها، أنا سأكون واحد من اللذين يجعلون الأشياء جميلة. آمور فاتي : ليكن ذلك حبي من الآن! أنا لا أريد شن حرب ضد ماهو قبيح. لا اريد أن أتهم، أنا حتى لا أريد أن أتهم المتهمون. بعد النظر سيكون نفيي الوحيد. وبشكل عام وعلى العموم: في يوم من الأيام، أتمنى أن أكون من اللذين يقولون فقط نعم.

## المعاناة
محبة نيتشه لقدره أدت إلى مواجهة طبيعة الألم والمعاناة في طريقة جذرية، لأن محبة كل ماهو ضروري لا تتطلب فقط أن نحب السيئ مع الخير، ولكن أن ننظر إلى الاثنين على أنهما يلزمان بعضهما البعض. في القسم 3 من مقدمة العلم المرح، كتب:
المحرر الوحيد هو الألم العظيم….أنا أشك أن هذا الألم يجعلنا أفضل، ولكن أعلم أنه يجعلنا أعمق.

## التطور الحديث

### كامو
تكلم ألبير كامو عن الرغبة إلى تقبل أو حتى محبة الصعوبة مع السهولة، أو على الأقل عدم جهلها

كامو، مثل نيتشه، اعتبر تقبله للقدر مركز فلسفته والحياة نفسها. في تلخيص نظرته للحياة، كامو قال في رجوع إلى تيبازة:
إرادة الحياة دون رفض أي شيء منها، وهي الفضيلة التي أحترمها أكثر في هذا العالم.